# Ascari Ecosse

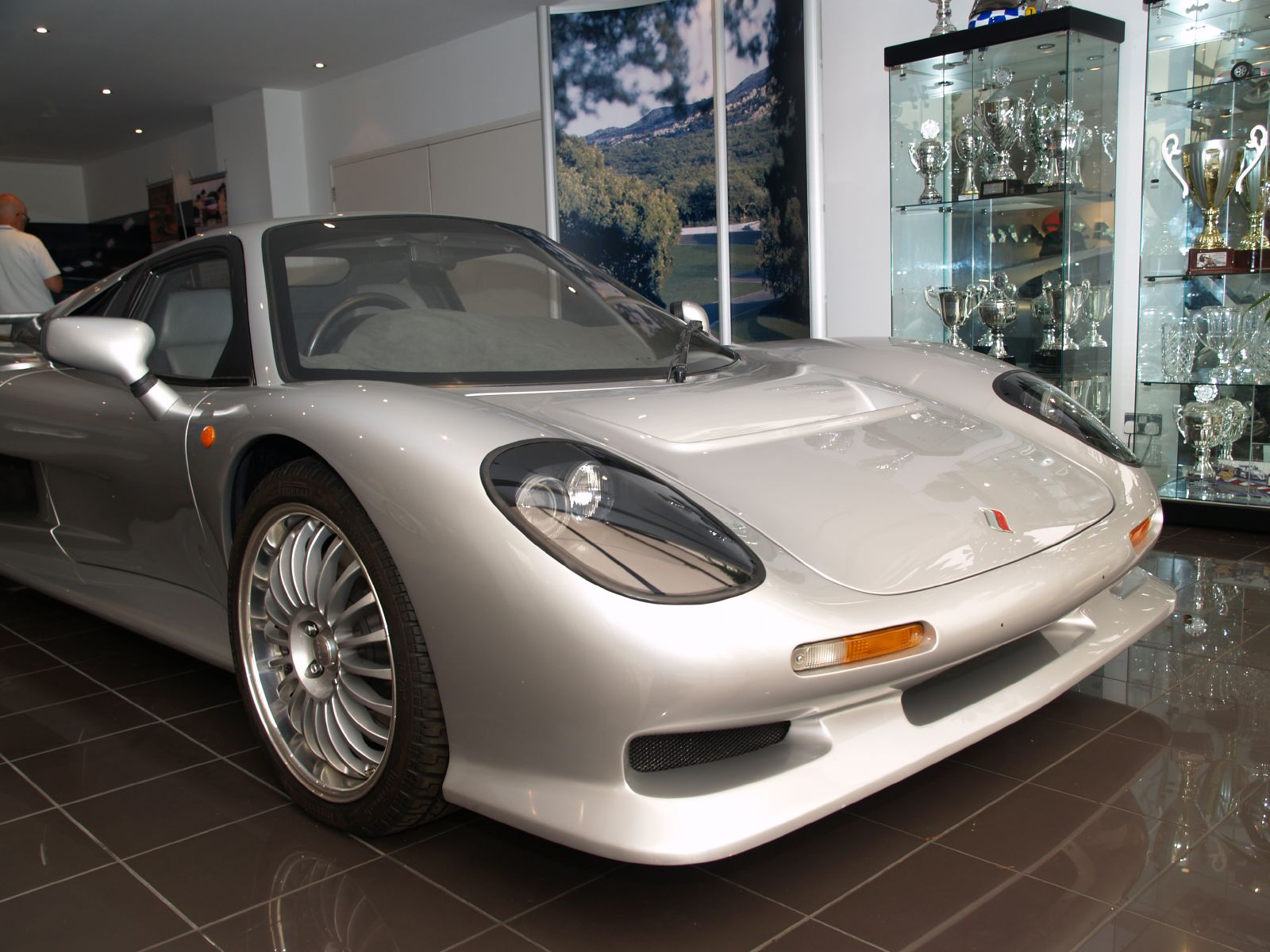
Ascari Ecosse

De Ascari Ecosse was een door Ascari gebouwde sportwagen, ontworpen door Lee Noble.
De Ecosse was de eerste door Ascari gebouwde wagen. In 2002 werd de opvolger gepresenteerd. Slechts 28 Ecosses werden gebouwd. De auto had een V8 BMW-motor die in het midden geplaatst was.

## Voetnoten
1. ↑  https://web.archive.org/web/20070607153208/http://www.autozine.org/html/Ascari/KZ1.html